# Hassetsu
Hassetsu (jap. 八節, dt. „acht Abschnitte“) bezeichnet die acht Bewegungsabschnitte, die beim japanischen Bogenschießen Kyudo unterschieden werden. Die Abschnitte können aus einer Bewegung bestehen oder wiederum aus mehreren Einzelbewegungen zusammengefügt sein.

## Bewegungen
1. Ashibumi (足踏み): Setzen der Füße[1]
2. Dozukuri (胴造り): Ausrichten des Körpers
3. Yugamae (弓構え): Ausrichten des Bogens
  - Torikake (取懸け): Greifen der Sehne
  - Tenouchi (手の内): Setzen der linken Hand
  - Monomi (物見): Blick zum Ziel
4. Uchiokoshi (打起し): Heben des Bogens
5. Hikiwake (引分け): Öffnen des Bogens (Unterpunkt Hekiryū: Sanbun no Ni (三分の二))
6. Kai (会): Voller Auszug (Unterpunkte: Tsumeai (詰合い), Nobiai (伸合い); zusätzlich Hekiryū: Yagoro (やごろ))
7. Hanare (離れ): Auslösen des Schusses
8. Zanshin (残心): Zurückbleibende Form.

## Einzelnachweis
1. ↑  All Nippon Kyudo Federation (ANKF) Manual, Bd. 1.